# 55-ös busz (Tatabánya)
A tatabányai 55-ös jelzésű autóbusz az Omega Park és a Henkel Kft., illetve Bridgestone között közlekedik. A vonalat a T-Busz Tatabányai Közlekedési Kft. üzemelteti.

## Története
A buszvonalat 2018. január 1-jén indította el Tatabánya új közlekedési társasága, a T-Busz Kft.

## Útvonala
| Henkel Kft. / Bridgestone felé | Omega Park felé |
| --- | --- |
| Omega Park – Bárdos Lajos utca – Összekötő út – Köztársaság útja – Győri út – Mozdony utca – Jedlik Ányos utca – Autóbusz-állomás (22) – Jedlik Ányos utca – Ond vezér utca – Győri út – Rákóczi Ferenc út – Búzavirág utca – Orgonás út – Üveggyár utca – Henkel Kft. (– Kőhíd utca – Bridgestone) | (Bridgestone – Kőhíd utca –) Henkel Kft. – Üveggyár utca – Orgonás út – Búzavirág utca – Rákóczi Ferenc út – Győri út – Ond vezér utca – Jedlik Ányos utca – Autóbusz-állomás (12) – Jedlik Ányos utca – Mozdony utca – Győri út – Köztársaság útja – Összekötő út – Bárdos Lajos utca – Omega Park |

## Megállóhelyei
| 0  | 0  | Omega Park végállomás      | 30 | 32 | 1, 1G, 2, 4, 4E, 5, 5P, 6, 10, 11, 15, 16, 52, 52I 8410, 8442 |
| 2  | 2  | Összekötő út               | 27 | 29 | 2, 5, 5P, 6, 15, 16, 52I, 59B 8406, 8410, 8421, 8422, 8423, 8432, 8435, 8436, 8437, 8442, 8443 |
| 4  | 4  | Kodály Zoltán Iskola       | 25 | 27 | 5, 5P, 6, 8, 8L, 10, 15, 16, 18, 38, 38G, 53B, 53I, 57, 59B 8406, 8410, 8419, 8421, 8422, 8423, 8432, 8435, 8436, 8437, 8442, 8443, 8471 1784 |
| 6  | 6  | Köztársaság útja           | 23 | 25 | 5, 5P, 8, 8L, 8S, 15, 18, 53I |
| 8  | 8  | A Vértes Agorája           | 21 | 23 | 5, 5P, 8, 8L, 8S, 15, 18, 53I 8410, 8421, 8422, 8423, 8432, 8435, 8436, 8437, 8442 |
| 9  | 9  | Vasútállomás               | ∫  | ∫  | 1, 1G, 2, 5, 5P, 9, 9D, 15, 16, 26, 26R, 38, 38G, 50, 53I, 57, 59B S10 G10 S12 IC, EC, EN, gyorsvonat, expresszvonat, |
| 11 | 11 | (22) Autóbusz-állomás (12) | 19 | 21 | 1, 1G, 2, 5, 5P, 6, 9, 9D, 10, 11, 15, 16, 26, 26R, 50, 57, 70 770, 8400, 8401, 8402, 8403, 8406, 8410, 8421, 8422, 8423, 8432, 8435, 8436, 8437, 8441, 8444, 8460, 8462, 8464, 8471, 8472, 8479 1702, 1758, 1784, 1824, 1841, 1842, 1843, 1844, 1845, 1848, 1850, 1851, 1852 S10 G10 S12 IC, EC, EN, gyorsvonat, expresszvonat, |
| 13 | 13 | Piac tér                   | 17 | 19 | 2, 5P, 10, 11, 15, 38, 38G, 57 |
| 22 | 22 | Búzavirág utca             | 8  | 10 | 4, 4E, 9, 9D, 50, 51, 51B, 53, 57, 59, 59I 8402, 8403 |
| 24 | 24 | Otto Fuchs                 | 6  | 8  | 50, 51, 51B, 52I, 53, 53B, 53I, 54, 57, 59, 59B, 59I 8402, 8403 |
| 25 | 25 | Coloplast                  | 5  | 7  | 50, 51, 51B, 52I, 53, 53B, 53I, 54, 57, 59, 59B, 59I 8402, 8403 |
| 27 | 27 | Lotte - Samsung            | 3  | 5  | 50, 51, 51B, 52I, 53, 53B, 53I, 54, 57, 59, 59B, 59I 8402, 8403 |
| 28 | 28 | AGC Üveggyár               | 2  | 4  | 50, 51, 51B, 52I, 53, 53B, 53I, 54, 57, 59, 59B, 59I 8402, 8403 |
| 29 | 29 | BD Hungary                 | 1  | 3  | 50, 51, 51B, 52I, 53, 53B, 53I, 54, 57, 59, 59B, 59I 8402, 8403 |
| 30 | 30 | Henkel Kft. végállomás     | 0  | 2  | 50, 51, 51B, 52I, 53, 53B, 53I, 54, 57, 59, 59B, 59I 8402, 8403 |
| ∫  | 32 | Bridgestone végállomás     | ∫  | 0  | 50, 51, 51B, 52I, 53B, 53I, 54, 57, 59B, 59I |